# Hypsugo kitcheneri
Hypsugo kitcheneri (Thomas, 1915) è un pipistrello della famiglia dei Vespertilionidi endemico del Borneo.

## Descrizione

### Dimensioni
Pipistrello di piccole dimensioni, con la lunghezza della testa e del corpo di 56 mm, la lunghezza dell'avambraccio tra 35 e 38 mm, la lunghezza della coda di 41 mm, la lunghezza delle orecchie di 14 mm.

### Aspetto
Le parti dorsali sono bruno-rossastre, con la base dei peli nerastra, mentre le parti inferiori sono più chiare. Le orecchie sono di dimensioni moderate con un trago corto e largo. Le ali sono grigiastre e ricoperte di venature più scure. La coda è lunga ed è inclusa completamente nell'ampio uropatagio. Il primo premolare superiore è piccolo e disposto all'interno della linea alveolare, in maniera che il canino e il secondo premolare entrano in contatto.

## Biologia

### Alimentazione
Si nutre di insetti.

## Distribuzione e habitat
Questa specie è conosciuta soltanto in tre località del Borneo indonesiano, una presso il fiume Barito, nel sud-ovest dell'isola, mentre le altre due nei parchi nazionali di Gunung Palung e Kayan Mentarang, a nord e a sud-est.

## Conservazione
La IUCN Red List, considerato che questa specie è conosciuta soltanto in tre località e non ci sono informazioni ulteriori circa il suo areale, l'abbondanza, l'ecologia e le eventuali minacce, classifica H.kitcheneri come specie con dati insufficienti (DD).